# Ludwig Renn
Ludwig Renn, pseudonym för Arnold Vieth von Golssenau, född 22 april 1889 i Dresden, död 21 juli 1979 i Östberlin, var en tysk författare.
Renn kom från en gammal adelssläkt, studerade juridik och gick med i kommunistpartiet 1928. Efter riksdagshusbranden dömdes han i januari 1934 till 30 månades fängelse och avtjänade tiden i Justizvollzugsanstalt Bautzen. Efter frigivningen begav han sig till Spanien där han var stabschef i Internationella brigaden under spanska inbördeskriget, i landsflykt i Mexico till 1947, därefter bosatt i DDR.
Renns skildringar från första världskriget - Krieg (1928) och Nachkrieg (1930) - fick stor framgång, men överskuggades med tiden av Erich Maria Remarques skildring av samma krig i På västfronten intet nytt från 1929.